# فيلهلم لوند
فيلهلم لوند (بالنرويجية: Vilhelm Lund)‏ (و. 1900 – 1982 م) هو ممثل نرويجي، توفي في أوسلو، عن عمر يناهز 82 عاماً.

## وصلات خارجية
- فيلهلم لوند على موقع IMDb (الإنجليزية)
- فيلهلم لوند على موقع قاعدة بيانات الأفلام السويدية (السويدية)

- فيلهلم لوند في قاعدة بيانات الأفلام على الإنترنت